# Scytodes marlieria
Scytodes marlieria là một loài nhện trong họ Scytodidae.
Loài này thuộc chi Scytodes. Scytodes marlieria được miêu tả năm 2009 bởi Rheims & Antonio D. Brescovit.